# Сантьяго Амат
Сантьяго Амат (ісп. Santiago Amat, 22 червня 1896 — 11 листопада 1982) — іспанський яхтсмен.
Бронзовий призер Олімпійських Ігор 1932 року в класі Сноуберд.